# كارين ديميريشيان
كارين ديميرتشيان (من مواليد 17 أبريل 1932 في يريفان - توفي 27 أكتوبر 1999 في نفس المدينة) كان سياسيًا أرمينيًا وسوفيتيًا قبل الاستقلال عام 1991. شغل منصب السكرتير الأول للجمهورية الأشتراكية السوفيتية الاشتراكية من عام 1974 إلى عام 1988. بعد فترة وجيزة من عودة ظهوره في السياسة النشطة في أرمينيا المستقلة في أواخر التسعينيات، أصبح رئيسًا للجمعية الوطنية في عام 1999 حتى اغتياله مع ساسة آخرين في البرلمان في إطلاق النار على البرلمان الأرمني.